# L'Âme de l'empereur
L'Âme de l'empereur (titre original : The Emperor's Soul) est un roman court de fantasy de Brandon Sanderson, paru en 2009 aux États-Unis, et en 2012 en France. Bien que ne reprenant pas l’histoire du roman Elantris, il se situe sur la même planète et intègre donc le Cosmère.
Le roman a remporté le prix Hugo du meilleur roman court 2013.

## Résumé
Wan ShaiLu, surnommée Shai, est une praticienne de génie de la forme de magie connue sous le nom de Falsification. Elle vient d'être emprisonnée par l'Empire des Roses pour avoir tenté de voler un tableau célèbre et de le remplacer par un faux. Sa pratique magique étant considérée comme impie et illégale dans l'empire, elle est condamnée à mort, son exécution devant avoir lieu le lendemain.
Par coïncidence, une tentative de meurtre sur l'empereur Ashravan vient de se dérouler et l'a laissé dans un état catatonique. Les cinq plus hauts fonctionnaires, appelés arbitres, ont gardé le secret sur cette tentative et sur l'état de l'empereur, car ils perdraient leurs positions si un nouvel empereur venait à être choisi. En désespoir de cause, ils offrent à Shai sa liberté si elle parvient avec son art magique à forger une nouvelle âme pour l'empereur, même si la Falsification charnelle, ou rescellage, est considérée comme illégale.
Shai accepte, l'exécution étant la seule alternative. Bien qu'elle estime que forger une nouvelle âme prendra deux ans, et encore si cela s'avère possible, elle ne dispose que de cent jours. Elle sait que les arbitres corrompus ne respecteront pas leur accord pour la libérer, ne pouvant laisser en vie une personne au courant de leur supercherie, et elle prévoit donc de s'échapper. Pour garder Shai emprisonnée, un Marque-sang crée un spiritampe, un tampon magique mêlant le sang de Shai, et, chaque jour, il prélève à nouveau son sang et applique le tampon sur la porte de la chambre affectée à Shai.
Falsifier un objet ou forger une âme nécessite de très bien connaître son histoire, afin de modifier cette histoire en appliquant un tampon de falsification. Par exemple, l'histoire d'une table décrépite peut être réécrite pour avoir toujours été bien entretenue. Pour forger une nouvelle âme pour l'empereur, Shai doit apprendre tout ce qu'elle peut sur l'histoire de l'empereur Ashravan. Pour créer le tampon ultime nécessaire à l'application d'une nouvelle âme pour l'empereur, elle doit créer plein de tampons intermédiaires et les tester sur une personne qui a très bien connu l'empereur. L'arbitre Gaotona se porte volontaire, malgré son mépris pour l'art de la Falsification et sa peur de ce que l'application de ces tampons pourrait entraîner sur sa personne.
Tout en travaillant ensemble, Shai et Gaotona développent progressivement un respect prudent l'un pour l'autre. Gaotona, qui a servi de mentor pour l'empereur, se révèle être le seul arbitre non corrompu, à la grande surprise de Shai, ainsi que très intelligent. Alors que Shai, en tant que falsificatrice, est une menteuse, elle se trouve obligée de s'exposer sans fard car Gaotona est trop intelligent pour des mensonges. Bien que Gaotona ne cesse jamais complètement de considérer la Falsification comme impie, il acquiert une compréhension de cet art magique.
Alors que Shai crée le tampon pour donner une nouvelle âme à l'empereur, en particulier en étudiant le journal privé de l'empereur, elle en vient à comprendre les pensées de l'empereur, et elle partage ses avancées avec Gaotona. Elle devient obsédée par son travail qu'elle imagine être son futur chef-d'œuvre, retardant sa fuite pour le terminer. Quand elle s'échappe enfin avec le tampon terminé, elle s'infiltre dans les quartiers de l'empereur en état de mort cérébrale et l'applique secrètement sur ce dernier, le réveillant instantanément.
Avant de s'échapper du palais, Shai retrouve Gaotona, qui lui donne ses marques primordiales qui lui avaient été confisqué au moment de son arrestation. En utilisant une de ses cinq marques primordiales, elle change son âme et se dote de facultés de combat très poussées, lui permettant ainsi de vaincre les monstruosités mort-vivantes envoyées par le Marque-sang et de s'échapper. Elle est fière que son chef-d'œuvre, la falsification de l'âme de l'empereur, soit exposé au centre de l'Empire.
Gaotona s'émerveille du retour à la vie de l'empereur, qui trompe facilement tous ceux qui ne sont pas au courant de sa falsification. Shai a donné à Gaotona ses notes secrètes relatant ces cent jours de travail, et ce dernier s'émerveille lors de sa lecture à propos de l'art de la Falsification, considérant le travail qui a été effectué pour l'âme de l'empereur comme la plus grande œuvre d'art qu'il ait jamais vue. Shai a secrètement apporté des modifications au tampon, ce qui, selon elle, fera de l'empereur Ashravan un meilleur empereur, ce que l'empereur Ashravan aspirait à devenir étant jeune et qu'il n'a pu réaliser au cours de sa vie. Craignant les conséquences si le falsification devenait publique, Gaotona laisse tomber les notes secrètes de Shai dans le feu d'une cheminée.